# Sclerosomatidae
Sclerosomatidae is een familie van hooiwagens. Er zijn minstens 1300 soorten bekend.

## Geslachten die tot deze familie behoren
- onderfamilie Gagrellinae
  - Abaetetuba
  - Adungrella
  - Akalpia
  - Altobunus
  - Amazonesia
  - Antigrella
  - Aurivilliola
  - Azucarella
  - Bakerinulus
  - Bastia
  - Bastioides
  - Baturitia
  - Biceropsis
  - Bonthainia
  - Bullobunus
  - Caiza
  - Caluga
  - Carinobius
  - Carmenia
  - Carmichaelus
  - Ceratobunellus
  - Ceratobunoides
  - Cervibunus
  - Chasenella
  - Chebabius
  - Coonoora
  - Dentobunus
  - Diangathia
  - Echinobunus
  - Euceratobunus
  - Eugagrella
  - Euzaleptus
  - Fesa
  - Gagrella
  - Gagrellenna
  - Gagrellina
  - Gagrellissa
  - Gagrellopsis
  - Gagrellula
  - Geaya
  - Globulosoma
  - Guaranobunus
  - Hamitergum
  - Harmanda
  - Harmandina
  - Hehoa
  - Heterogagrella
  - Hexazaleptus
  - Himaldroma
  - Himalzaleptus
  - Holcobunus
  - Paratamboicus
  - Holmbergiana
  - Hologagrella
  - Hypogrella
  - Jussara
  - Koyamaia
  - Krusa
  - Liopagus
  - Marthana
  - Melanopella
  - Melanopula
  - Metadentobunus
  - Metahehoa
  - Metasyleus
  - Metaverpulus
  - Metazaleptus
  - Microzaleptus
  - Munequita
  - Neogagrella
  - Nepalgrella
  - Nepalkanchia
  - Obigrella
  - Octozaleptus
  - Onostemma
  - Oobunus
  - Orissula
  - Padangrella
  - Palniella
  - Paradentobunus
  - Paragagrella
  - Paragagrellina
  - Parageaya
  - Paraumbogrella
  - Paruleptes
  - Pectenobunus
  - Pergagrella
  - Pokhara
  - Prionostemma
  - Prodentobunus
  - Psammogeaya
  - Psathyropus
  - Pseudarthromerus
  - Pseudogagrella
  - Pseudomelanopa
  - Pseudosystenocentrus
  - Romerella
  - Sarasinia
  - Sataria
  - Sericicorpus
  - Sinadroma
  - Syleus
  - Syngagrella
  - Systenocentrus
  - Tamboicus
  - Taperina
  - Tetraceratobunus
  - Toragrella
  - Trachyrhinus
  - Umbogrella
  - Verpulus
  - Verrucobunus
  - Xerogrella
  - Zaleptiolus
  - Zaleptulus
  - Zaleptus
  - Pseudoarthromerus
- onderfamilie Gyantinae
  - Gyas
  - Gyoides
  - Rongsharia
  - Dalquestia
  - Diguetinus
  - Eurybunus
  - Globipes
  - Metopilio
- onderfamilie Leiobuninae
  - † Amauropilio
  - Cosmobunus
  - Dilophiocara
  - Eumesosoma
  - Eusclera
  - Hadrobunus
  - Leiobunum
  - Leuronychus
  - Microliobunum
  - Micronelima
  - Nelima
  - Paranelima
  - Schenkeliobunum
  - Togwoteeus
- onderfamilie Sclerosomatinae
  - Astrobunus
  - Granulosoma
  - Homalenotus
  - Mastobunus
  - Metasclerosoma
  - Protolophus
  - Pseudastrobunus
  - Pseudohomalenotus
  - Pygobunus
  - Umbopilio

## In Nederland waargenomen soorten
- Genus: Astrobunus
  - Astrobunus laevipes
- Genus: Homalenotus
  - Homalenotus quadridentatus
- Genus: Leiobunum
  - Leiobunum blackwalli
  - Leiobunum religiosum
  - Leiobunum rotundum
- Genus: Nelima
  - Nelima doriae
  - Nelima gothica
  - Nelima sempronii